# Drowning Pool
Drowning Pool (Драунін Пул) — американський альтернативний гурт, що виник 1996 року в Далласі. Гурт був названий на честь однойменного фільму 1975 року. Починаючи з моменту створення, гурт складався із гітариста К.Дж. Пірса, басиста Стіві Бентона та ударника Майка Льюса, а також вокалістів, які змінювалися з ходом часу: до 2002 року вокалістом був Дейв Вілльямс, який помер того ж року. З 2003 до 2005 роль співака виконував Джейсон Джоунс. З 2004 і до 2011 — вокалістом гурту був Раян Мак-Комбз, а теперішнім вокалістом є Джейсен Морено.
Після випуску дебютного альбому Sinner, перший соліст — Дейв Вільямс — помер від хвороби серця (14 серпня 2002 року). Джейсон Джоунс, який його замінив, записав один альбом, Desensitized, але покинув гурт вже у 2005 внаслідок розбіжностей з учасниками гурту в музичних смаках. Раян Мак-Комбз із чиказького рок-гурту SOiL пізніше замінив Джоунса та випустив два альбоми під назвами Full Circle та Drowning Pool. Проте у 2011 Мак-Комбз покинув гурт, щоб знову возз'єднатися із SOiL. Джейсен Морено був оголошений новим вокалістом гурту у 2012 році, і колектив, вже у новому складі — випустив реліз під назвою Resilience у 2013 р.

## Історія

### Ранні роки (1996—1999)
Гітарист К.Дж. Пірс та ударник Майк Льюс сформували гурт Drowning Pool після переїзду із Нового Орлеану, штат Луїзіана, до Далласа. Там вони знайшли та завербували бас-гітариста Стіві Бентона. Протягом декількох років вони виступали лише як інструментальне тріо, але все змінилося у 1999 р. із приходом вокаліста Дейва Вільямса.

### Епоха Дейва Вільямса (1999—2002)
Гурт здобув популярність, виступаючи на одній сцені із Оззі Осборном під час його туру під назвою Ozzfest. Дебютний альбом гурту, Sinner, став платиновим вже через шість тижнів після виходу. 14 серпня 2002 року Вільямса знайшли мертвим всередині турне-автобусу гурту. Співак помер від нез'ясованої на той час хвороби серця, сьогодні вона відома як кардіоміопатія.
Якщо запитувати, чи були в гурту хоч якісь неопубліковані пісні, то відповідно до статті у Blabbermouth від 2002 р., ударник Майк Льюс відповів, що

| «лише 3-4 пісні були створені, включно із однією під назвою „Heroes“, яка присвячена померлим рок-музикантам, таким як Лейн Стейлі. Я не знаю, чи опублікуємо ми їх хоч коли-небудь.»[9] Оригінальний текст (англ.) «only 3-4 songs were done, including one called „Heroes“, which is a tribute to dead rock musicians such as Layne Staley. I don't know if we will ever release them.» |

### Епоха Джейсона Джоунса (2003—2005)
Після смерті Вільямса гурт вирішив не припиняти музичну кар'єру і став шукати нового вокаліста. Розглядали велику кількість співаків, таких як Бен Шігель із гурту Switched, Вінс Маллінз із Haji's Kitchen, та Робб Флінн із Machine Head. У 2003 р. гурт зупинив вибір на Джейсоні Джоунсі, якому і судилося стати заміною для Вільямса. З новим вокалістом вони випустили альбом Desensitized у 2004. Протягом цього проміжку часу гурт пережив значне зміщення візуальної стилізації: замість похмурої, насмішливої, антисоціальної поведінки, що відображала бачення Вільямса як фронтмена, гурт зробив перехід до рок-зіркового марнославства та сексуальної привабливості. Попри успіх головного синглу альбому, «Step Up», сам альбом не був навіть близько настільки успішний, як Sinner, і вже 14 червня 2005 р. було публічно оголошено про вихід Джоунса зі складу гурту внаслідок «непримиренних відмінностей».

### Епоха Раяна Мак-Комбза (2006—2011)

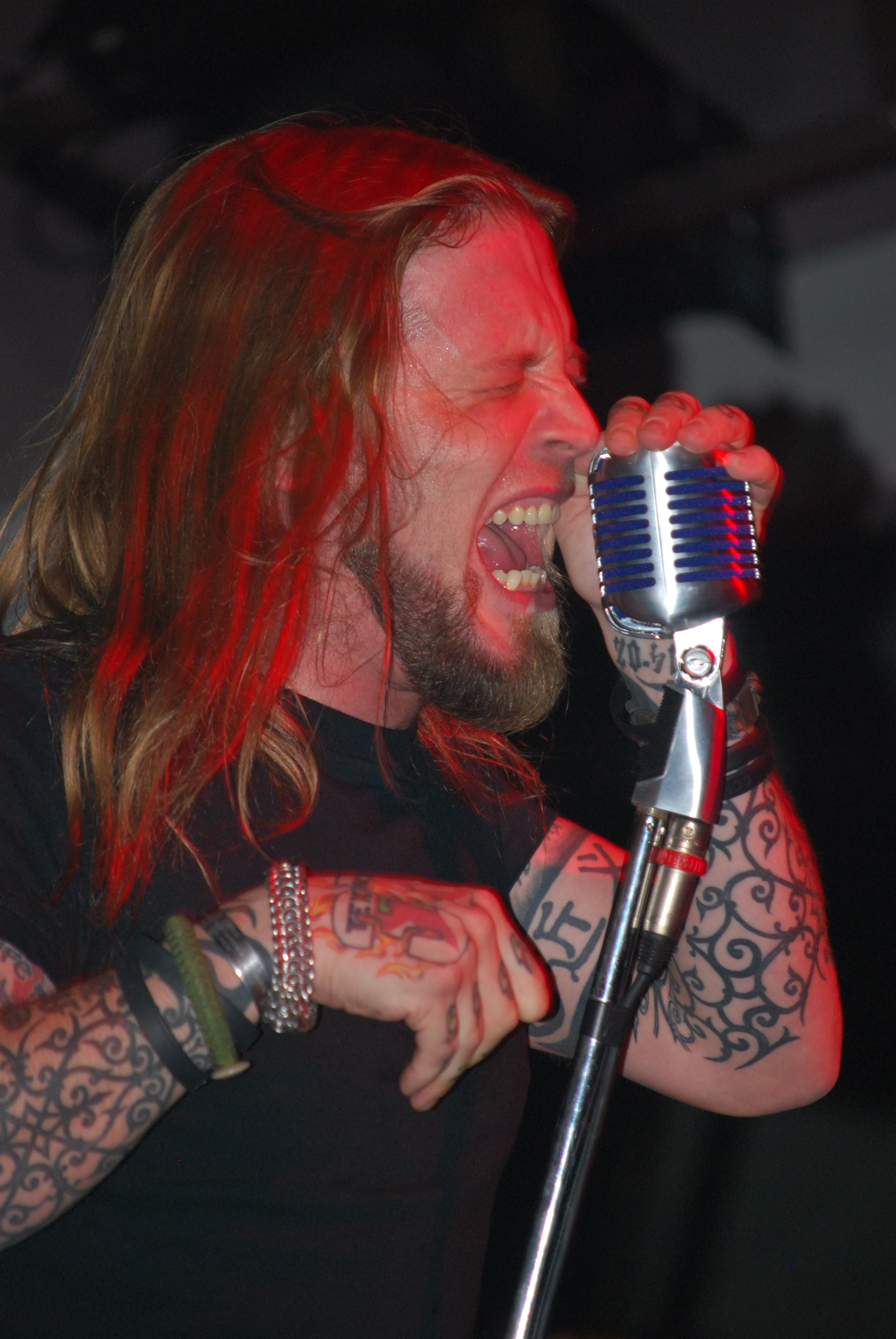
Третій вокаліст гурту Drowning Pool — Раян Мак-Комбз, виконує на живому концерті гурту у форті Вейнрайт, що у Фербанксі, Аляска, 6 листопада 2010 року.

Гурт оголосив, що ім'я їхнього нового кандидата на місце вокаліста буде офіційно оприлюднене на фестивалі Ozzfest у Далласі, де гурт пізніше дав унікальний виступ на головній сцені. 20 липня 2005 р., вебсайт SMNNews повідомив, що Раян Мак-Комбз, на той час — колишній вокаліст гурту SOiL, — і є новим учасником Drowning Pool. Гурт ще раніше хотів бачити Мак-Комбза у своєму складі — ще за два роки до цього — коли вони шукали заміну Дейву Вільямсу. Навесні 2006 року гурт оголосив про припинення співпраці із Wind-up Records. У жовтні 2006 р. було оголошено про запланований вихід нової пісні «No More», їхньої першої пісні із Мак-Комбзом (якщо не рахувати перезаписану версію «Rise Up»), у складі саундтреку до кінофільму «Пила 3». Гурт підписав новий договір із лейблом Eleven Seven Music, а також оприлюднив назву нової менеджерської компанії, з якою вони мали намір надалі працювати — Tenth Street Entertainment.
Третій альбом гурту, Full Circle, був записаний 7 серпня, 2007 р. Дві пісні альбому були створені на студії Funny Farm Records, яка належала басистові Mötley Crüe Ніккі Сіксу, та колишньому гітаристові Beautiful Creatures — Дарену Джею Ашбі. Решта пісень створювалися Беном Шигелем на студії Spider Studios у Огайо. Наступним етапом були тури на підтримку альбому із гуртом Saliva по Північній Америці, а також — із Sick Puppies та Seether. Пізніше того ж року було оголошено про початок праці над новим альбомом.
3 березня 2009 р. гурт випустив живий альбом — Loudest Common Denominator, який включав акустичні версії «Shame» та «37 stitches» з альбому Full Circle.
Drowning Pool завершили запис власного однойменного альбому із продюсером Като Кандуала у студії House of Loud, Нью-Джерсі. Альбом став першим студійним альбомом в історії гурту, в якому не проявилася зміна вокаліста із попереднього альбому (всі пісні були нові). Перший сингл гурту, «Feel Like I Do», був випущений, як файл, вільний для звантаження з їхнього офіційного вебсайту, а сам альбом побачив світ 27 квітня 2010 р. 7 листопада 2011 р. К.Дж. Пірс та Майк Льюс оголосили про створення нового проєкту спільно із колишніми учасниками Nonpoint — Захом Бродеріком та Кеном Макмілланом, — який отримав назву Voodoo Corps. У листопаді 2011 р. Мак-Комбз покинув гурт, щоб возз'єднатися із SOiL для участі в концертному турі та записі нового альбому. Гурт, знову залишений без соліста, почав писати матеріал для п'ятого студійного альбому, паралельно проводячи кастинг-прослуховування вокалістів.

### Епоха Джейсена Морено (2012-дотепер)
У липні 2012 року Джейсен Морено із гурту The Suicide Hook був оголошений новим солістом Drowning Pool. 15 серпня, на десяту річницю смерті Дейва Вільямса, гурт випустив пісню, присвячену йому. Ця пісня, під назвою «In Memory Of…», стала першою, у створенні якої взяв участь Морено. Два наступні сингли у співпраці із Морено були видані: «Saturday Night» — у листопаді 2012, та «One Finger and a Fist» — у грудні 2012 року — за деякий час до виходу п'ятого студійного альбому, Resilience, який був виданий 9 квітня 2013 року.

## Суперечки та військове використання пісні «Bodies»
Учасникам гурту довелося втихомирювати суперечки та різку критику, викликані текстом їхньої пісні «Bodies». У 2011 році пісню стали асоціювати із стріляниною в Аризоні, яка трапилася того ж року і в результаті якої було вбито декілька людей та важко поранена конгресмен США Габріель Гіффордс. Невдовзі після стрілянини гурт зробив заяву стосовно зв'язку їхньої пісні з цією подією:

| «Цими вихідними ми були просто спустошені, почувши новину про трагічні події, що трапилися в Аризоні, та про те, що нашу музику невірно інтерпретують. „Bodies“ була написана про товариство, що танцює мош, і в жодному разі не про жорстокість.» Оригінальний текст (англ.) «We were devastated this weekend to learn of the tragic events that occurred in Arizona and that our music has been misinterpreted. 'Bodies' was written about the brotherhood of the moshpit and was never about violence.» |
Пізніше гурт додав:

| «Що ж до того, хто виставив в інтернет відео, яке інтерпретує пісню про танці мош як засіб розпалювання жорстокості — лише показує, наскільки хворою є ця людина. Ми підтримуємо тих, хто робить що може, аби вберегти безпеку Америки. Ми всім серцем співчуваємо жертвам цієї жахливої трагедії та їхнім сім'ям.»[33] Оригінальний текст (англ.) «For someone to put out a video misinterpreting a song about a moshpit as fuel for a violent act shows just how sick they really are. We support those who do what they can to keep America safe. Our hearts go out to the victims and their families of this terrible tragedy.» |
Пісня «Bodies» послідовно використовувалась допитувачами у таборі-в'язниці Гуантанамо у 2003 році. «Bodies» послідовно награвалася протягом 10 днів у 2006 році, під час допитів підозрюваного в тероризмі Mohamedou Ould Slahi, в той час, як його психіку «збуджували різноманітними світловими візерунками» (англ. «exposed to variable lighting patterns»).
9 грудня 2008 року басиста гурту — Стіві Бентона — процитувало видання Associated Press, стверджуючи, що він має за честь те, що військовики США використовують музику гурту для тиску на спійманих злочинців. 13 грудня 2008 року Стіві Бентон на сторінці гурту на MySpace розмістив вибачення за свій коментар стосовно музичних тортур, стверджуючи, що цей коментар «був вирваний з контексту».

## Музичний стиль та впливи
Стилями та жанрами гурту називали важкий метал, альтернативний метал, хард-рок, ню-метал, та пост-грандж. Значний вплив на гурт справили такі виконавці, як Bathory, Metallica, Anthrax, Testament, Slipknot, Alice in Chains, SOiL, Opeth, Soundgarden, AC/DC, Led Zeppelin, Motley Crue, Beatles та Pantera. На гурт також вплинули такі музичні напрямки як блек-метал та дез-метал.

## Учасники
| Теперішні - К.Дж. Пірс (C.J. Pierce) — гітара, бек-вокал (з 1996) - Стіві Бентон (Stevie Benton) — бас-гітара, бек-вокал (з 1996) - Майк Льюс (Mike Luce) — ударні, перкусія, бек-вокал (з 1996) - Джейсен Морено (Jasen Moreno) — спів (з 2012) | Колишні - Дейв Вілльямс (Dave Williams) — спів (1999−2002†) - Джейсон Джоунс (Jason Jones) — спів (2003−2005) - Раян Мак-Комбз (Ryan McCombs) — спів (2005—2011) |

Зміни в складі гурту з ходом часу

## Дискографія
- Sinner (2001)
- Desensitized (2004)
- Full Circle (2007)
- Drowning Pool (2010)
- Resilience (2013)